# Aneuclis aciculifera
Aneuclis aciculifera là một loài tò vò trong họ Ichneumonidae.